# Cassipourea ellipticifolia
Cassipourea ellipticifolia là một loài thực vật có hoa trong họ Rhizophoraceae. Loài này được (Arènes) Capuron mô tả khoa học đầu tiên năm 1961.